# Jerónimo de Aliseda
Jerónimo de Aliseda (¿?, c. 1548 - Granada, 28 de junio de 1591) fue un compositor y maestro de capilla español.

## Vida
Hijo del maestro Santos de Aliseda, Jerónimo nació hacia 1548 en lugar desconocido. Para esa fecha el padre todavía no era maestro de capilla de la Catedral de Granada, cargo que ganaría en 1557. Es de suponer que Jerónimo se educó musicalmente con su padre y se sabe que de 1557 a septiembre de 1577 fue infante del coro de la capilla de música bajo la dirección de su padre.
En 1577 fue ordenado y debió ocupar algún cargo en la Catedral. El 8 de junio de 1580, debido a la enfermedad se du padre y un mes antes del fallecimiento, fue nombrado su sucesor como maestro de capilla de la metropolitana sin necesidad de oposición, como era costumbre.
Como era habitual para los maestros de capilla en la época, era su responsabilidad consistía en la educación y el cuidado de los infantes del coro, las clases de música polifónica diarias a los que quisieran recibirlas y componer chanzonetas y entremeses para las misas de los días de guardar.
Enfermó en 1589, siendo relevado de sus obligaciones. Falleció en Granada dos años más tarde, el 28 de junio de 1591, en pobreza, al igual que su padre.

## Obra
No se conservan obras profanas de Aliseda, pero se conserva una parte de sus composiciones seglares en la Catedral de Granada. Se han perdido dos misas, pero se conservan una lamentación y cuatro motetes a cinco voces. Sus motetes son muy expresivos, mostrando la influencia de Cristóbal de Morales. De hecho, Jerónimo de Aliseda perteneció a una generación de extraordinarios compositores musicales entre los que se pueden contar por lo menos veinte grandes maestros, Francisco Gabriel Gálvez, Andrés de Torrentes, Melchor Robledo, Pedro Alberch Vila, Juan Navarro, Rodrigo de Ceballos, Andrés de Villalar, Mateo Flecha «el Joven», Pedro y Francisco Guerrero, Fernando de las Infantas, Nicasio Zorita, Francisco Soto, Santos y Jerónimo de Aliseda, Luis de Aranda, Ginés Pérez de la Parra, Bernal González, Ginés de Boluda, Ambrosio Cotes, Sebastián Raval, Juan Esquivel y el gran Tomás Luis de Victoria.